# Otto Holzer
Otto Holzer (* 6. Juni 1874 in Augsburg; † 19. Februar 1933 ebenda) war ein deutscher Architekt und Baubeamter.

## Leben

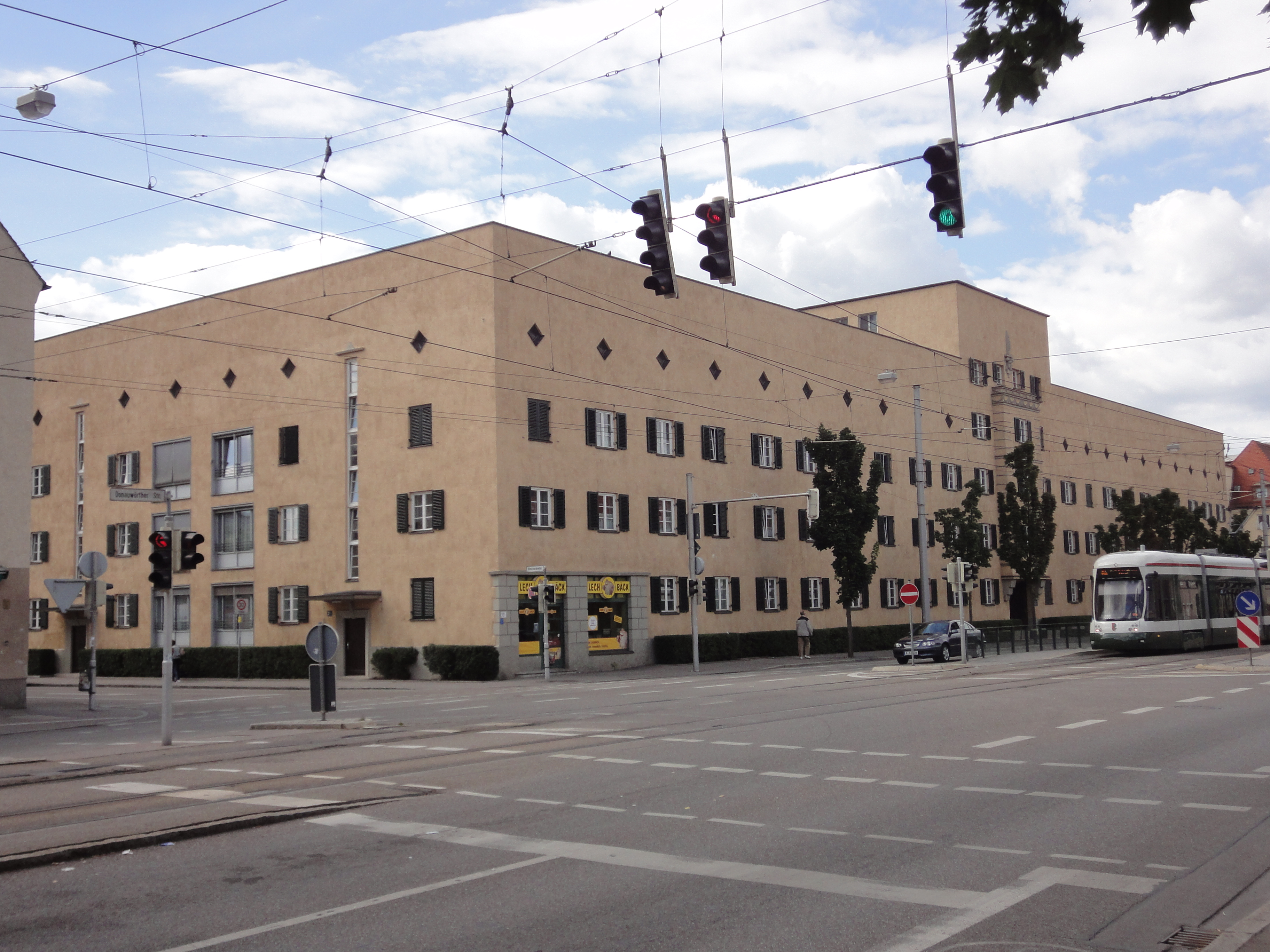
Eschenhof in Augsburg-Oberhausen, 2012

Holzer war ab 1901 bei der kommunalen Bauverwaltung in Fürth tätig, wo er das Amt des Stadtbaurats ausübte. 1911 wurde er zum Stadtbaurat in Augsburg gewählt, später stieg er zum Oberbaudirektor auf. Er plante und leitete zahlreiche bedeutende Bauvorhaben in Fürth und Augsburg.

## Werk
- 1904–1906: Berolzheimerianum in Fürth, Theresienstraße 1[1]
- 1907–1909: Nathanstift (bis 2002 Hans-Böckler-Schule, heutige Leopold-Ullstein-Realschule) in Fürth, Tannenstraße 17 (unter Denkmalschutz)[1]
- 1912–1914: Maria-Theresia-Gymnasium in Augsburg
- 1913: Neubau des Weberhauses in Augsburg
- 1913–1914: Ludwigsbau in Augsburg
- 1915: Volksschule in Augsburg-Hochzoll
- nach 1919: Wohnbebauung (Kriegergedächtnissiedlung) in Augsburg-Hochfeld
- 1928: Wohnbebauung Eschenhof in Augsburg-Oberhausen[2]